# Roberto da Montevarchi
Roberto da Montevarchi dit  il Montevarchi (Montevarchi, 1460 – Montevarchi, 1522) est un peintre italien.

## Biographie
Giorgio Vasari  le dit élève du Pérugin avec qui il collabore, entre 1498 et 1500, à la réalisation du cycle de fresques du Collegio del Cambio à Pérouse.

## Œuvres
- il Miracolo di Monna Tancia, église Santa Maria delle Grazie, San Giovanni Valdarno
- Madonna con bambino e santi, église San Ludovico, Montevarchi, conservée au Museo di Arte Sacra della Collegiata di San Lorenzo.

## Source de la traduction
- (it) Cet article est partiellement ou en totalité issu de l’article de Wikipédia en italien intitulé « Roberto da Montevarchi » (voir la liste des auteurs).